# 외암로
외암로(Oeam-ro)는 충청남도 아산시 송악면 각흘고개와 아산시 온양동 송악사거리를 잇는 도로이다.

## 주요 경유지
충청남도
- 아산시 (송악면 - 온양동)

## 노선 경로
| 이름                    | 접속 노선                                | 경유지          | 경유지          | 비고               |
| 금계산로와 직결         | 금계산로와 직결                          | 금계산로와 직결 | 금계산로와 직결 | 금계산로와 직결    |
| ----------------------- | ---------------------------------------- | --------------- | --------------- | ------------------ |
| 각흘고개                |                                          | 아산시          | 송악면          | 국도 제39호선 구간 |
| 제1거산교 거산교 방미교 |                                          | 아산시          | 송악면          | 국도 제39호선 구간 |
| 역촌삼거리              | 지방도 제616호선 (송악로714번길)         | 아산시          | 송악면          | 국도 제39호선 구간 |
| 외암삼거리              | 역촌길 강당로                            | 아산시          | 송악면          | 국도 제39호선 구간 |
| 외암삼거리              | 송악로                                   | 아산시          | 송악면          | 국도 제39호선 구간 |
| 제1외암교               |                                          | 아산시          | 송악면          | 국도 제39호선 구간 |
|                         | 온양동                                   | 아산시          |                 | 국도 제39호선 구간 |
| 장존 교차로             | 국도 제21호선 국도 제39호선 (온양순환로) | 아산시          |                 | 국도 제39호선 구간 |
| 읍내사거리              | 지방도 제623호선 (순천향로)              | 아산시          |                 |                    |
| 청냉이고개              |                                          | 아산시          |                 |                    |
| 풍기2 교차로            | 남부로                                   | 아산시          |                 |                    |
| 풍기사거리              | 어의정로                                 | 아산시          |                 |                    |
| 송악사거리              | 온천대로                                 | 아산시          |                 |                    |
| 삼동로와 직결           |                                          |                 |                 |                    |

## 주요건물및 시설

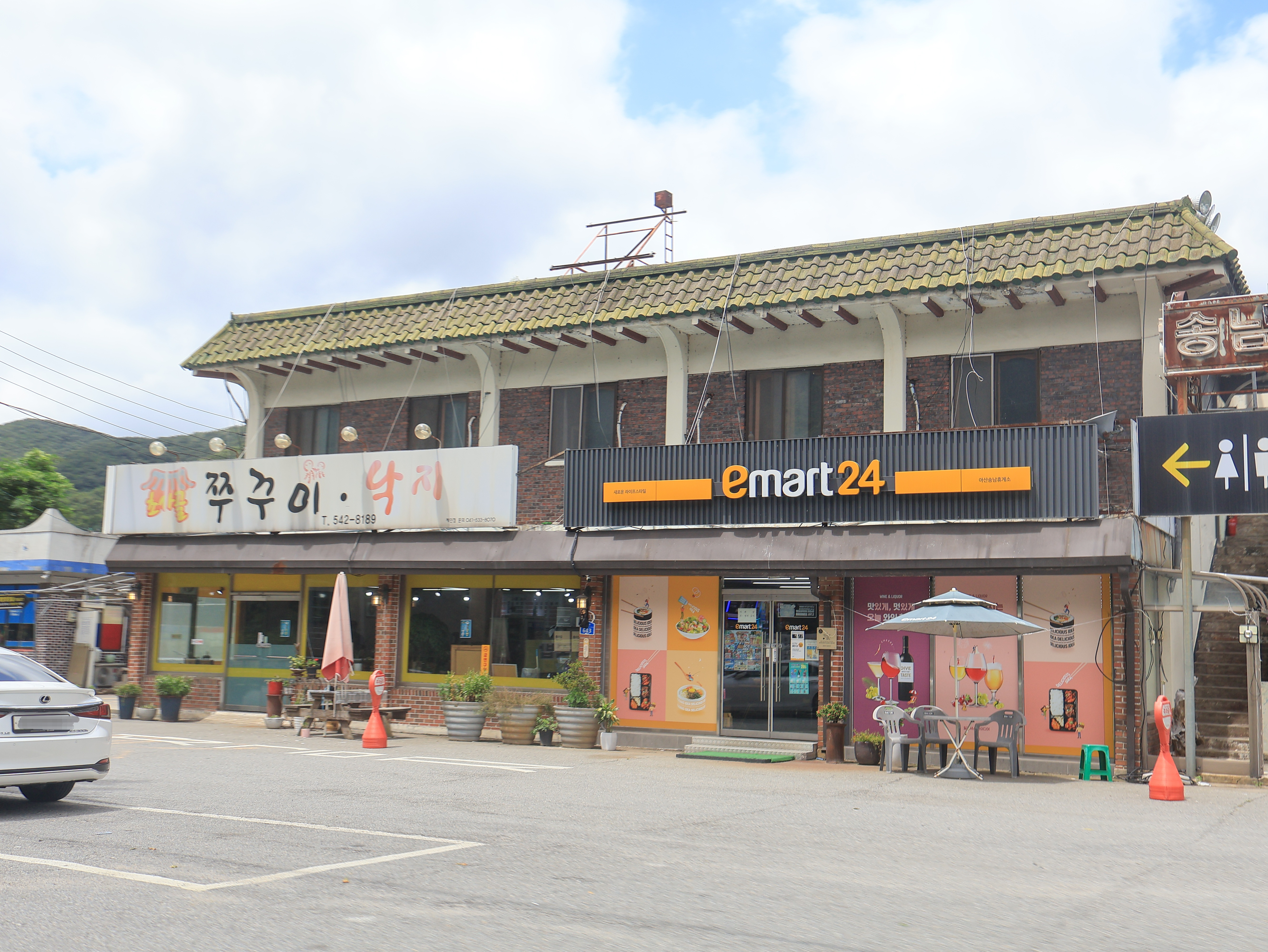
송남휴게소 (이마트24 송남휴게소점)

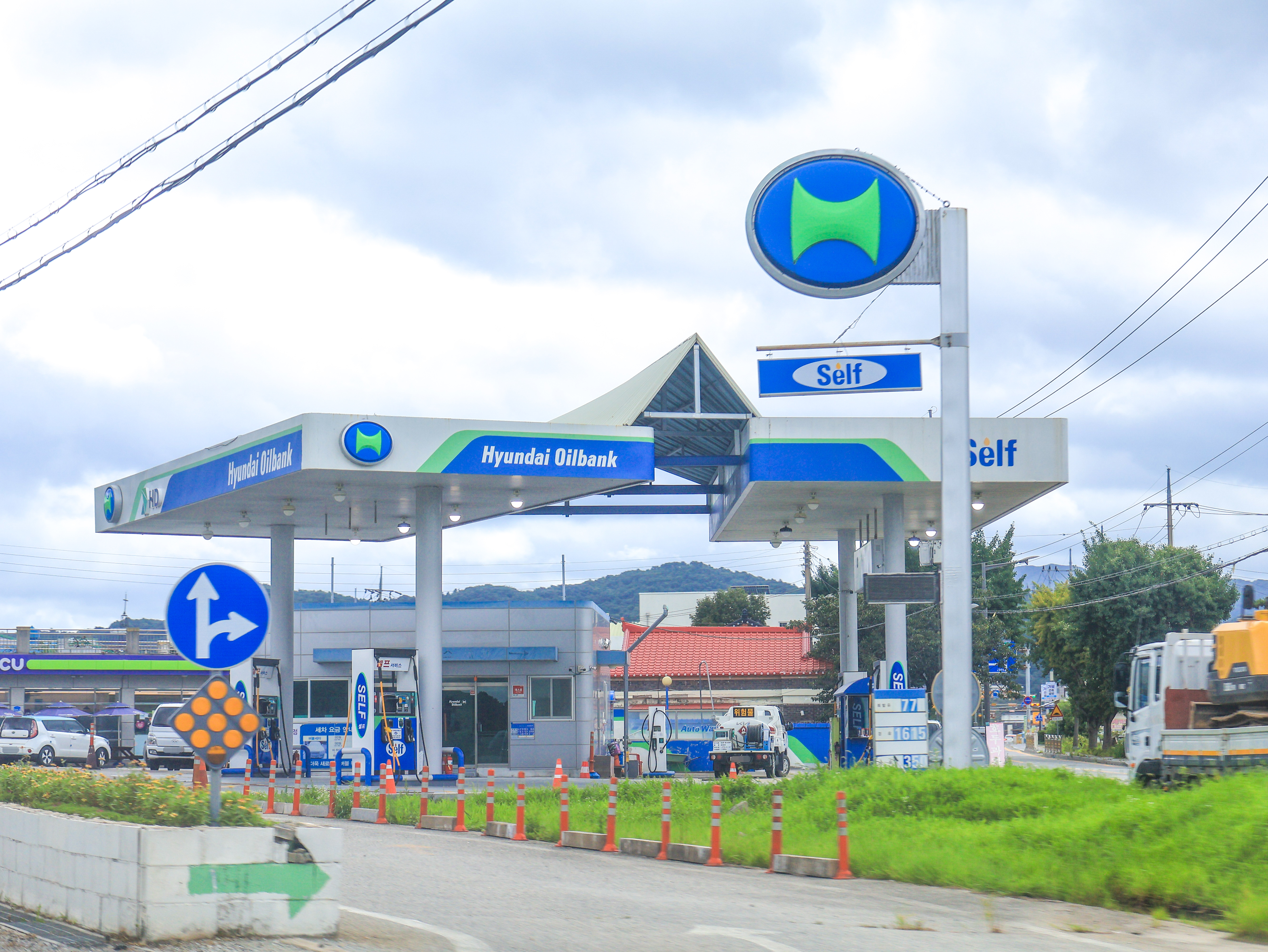
HD현대오일뱅크 송남주유소

- 이마트24아산 송악로드점 (송악로 364/송학리 134-3)
- 거산초등학교 (송악로 430/송학리 28)
- 세븐일레븐 아산 송악로드점 (송악로 501/송학리 10-10)
- HD현대오일뱅크 송남주유소 (송악로 641/궁평리 468)
- 송악의용소방대 (송악로 974/덕촌리 124-5)
- GS칼텍스 착한주유소 (송악로 1279/장존동 317-7)
- 온양6동 행정복지센터 (송악로 1330/장존동 29-16)
- S-OIL 구온양셀프주유소 (송악로 1379/읍내동 300)
- GS칼텍스 자유주유소 (송악로 1380/읍내동 336-2)
- S-OIL 화랑주유소 (송악로 1568/풍기동 220-3)